# Muehlenbeckia complexa
Muehlenbeckia complexa (Maori: pōhuehue) is een plantensoort uit de duizendknoopfamilie (Polygonaceae). Het is een struik die een dichte dikke massa van met elkaar verweven takken heeft. De schors is roodbruin van kleur en heeft een stug uiterlijk. De bladeren zijn gesteeld en kunnen bij dezelfde plant variabel van vorm en grootte zijn. Aan de struik groeien geurige bloemen. Naarmate de bloemen ouder worden, groeien ze uit tot sappige vruchten met daarin glanzende zwarte driehoekige zaden in het midden van de vruchten.
De soort komt voor op het Lord Howe-eiland en in Nieuw-Zeeland, waar hij voorkomt op zowel het Noordereiland als het Zuidereiland. Hij groeit daar in kust-, laagland-, en berggebieden. De struik wordt aangetroffen in combinatie met Plagianthus divaricatus.

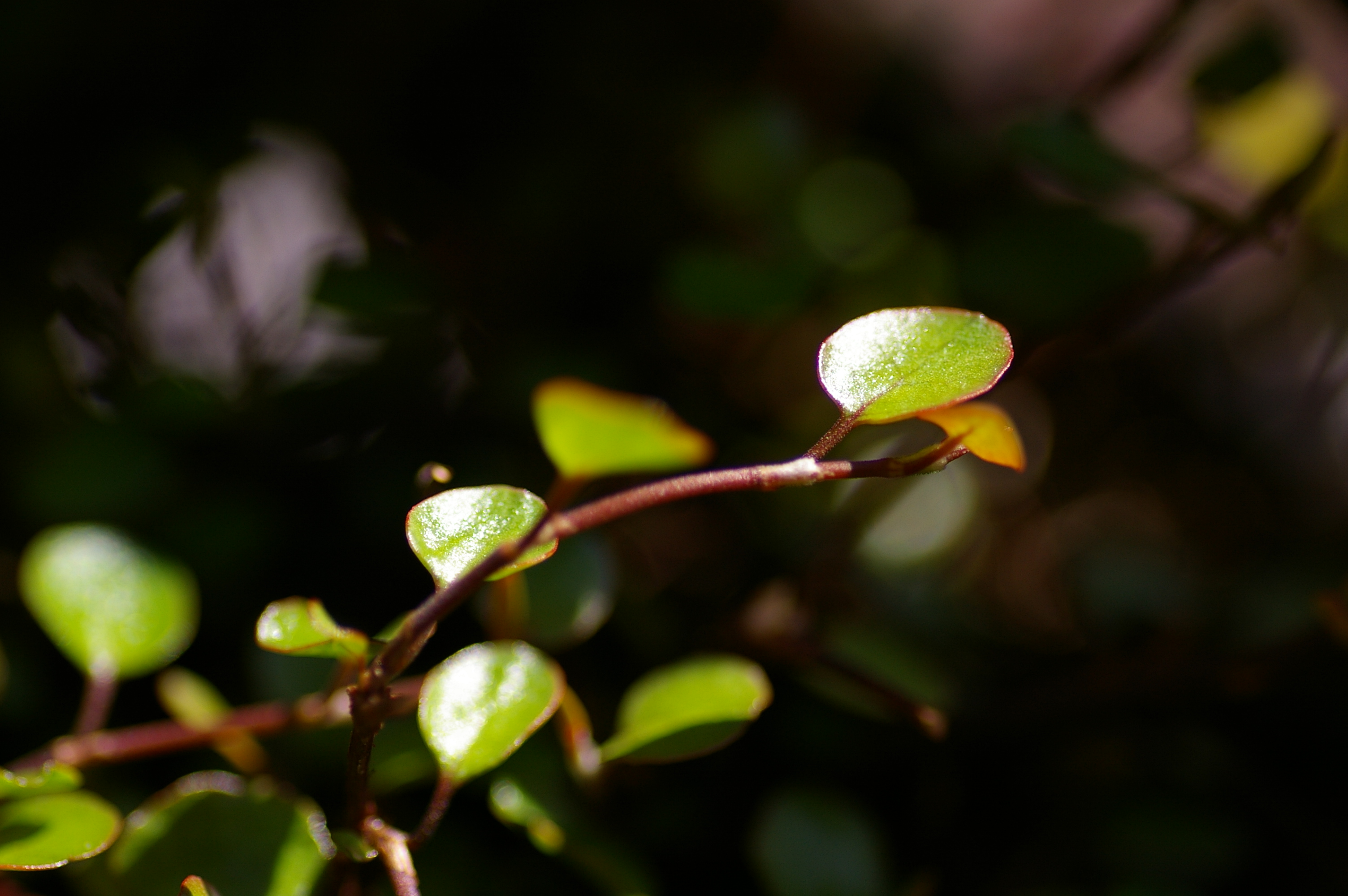
Bladeren
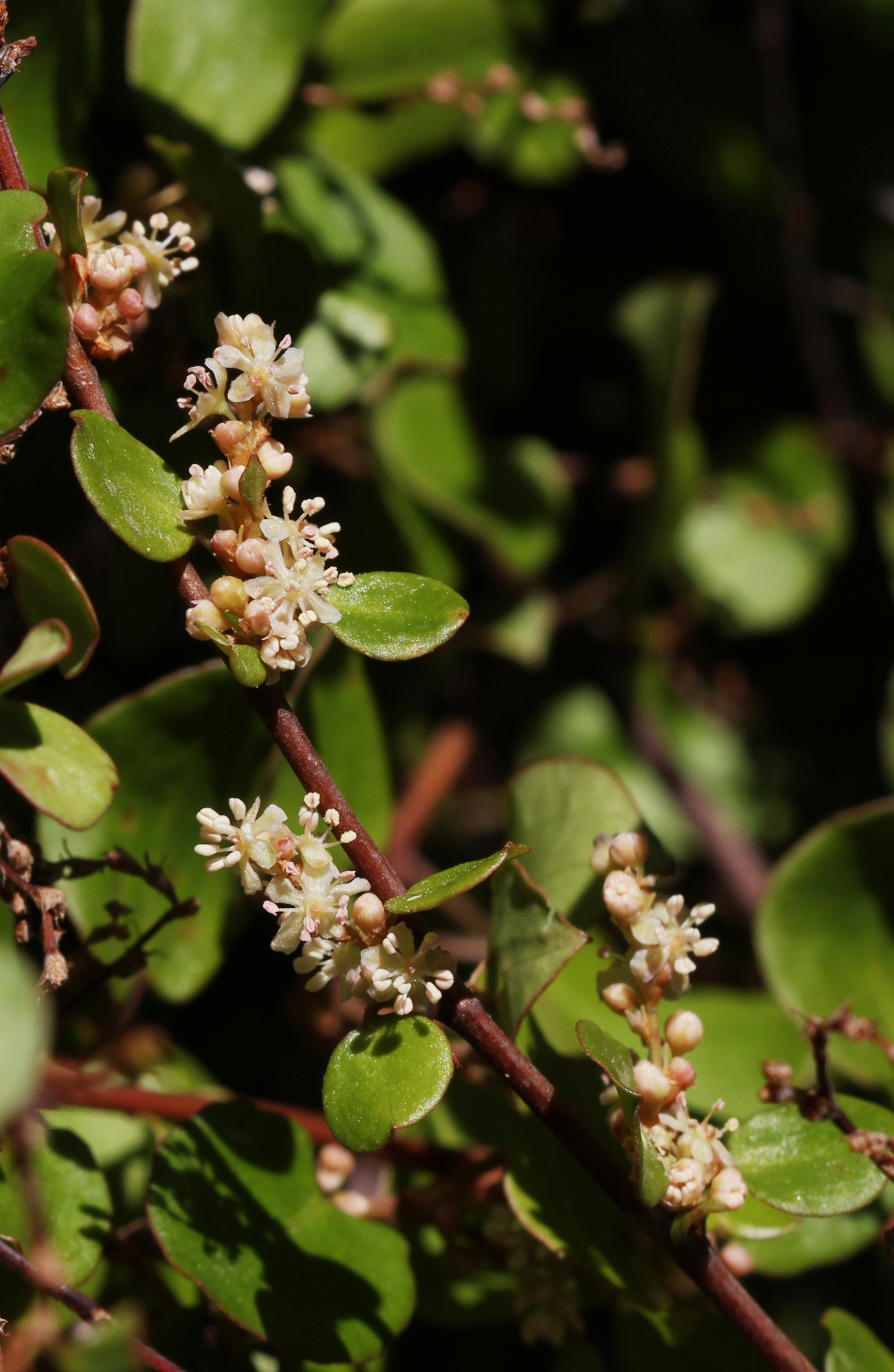
Bloemen